# Tubal-Kajin
Tubal-Kajin (תובל קין) je prema Bibliji bio prvi kovač.

## Ime
Tubal-Kajin je nazvan po Kajinu. Njegovo se ime piše i kao Tubalkajin ili Tubal-kajin. 
Navodno "Kajin" znači "kovač", pa je jasno Tubal-Kajinovo ime. Prema drugoj teoriji, ime Tubal-Kajina znači "onaj koji začinjava Kajinovo umijeće". 

## UBibliji
Tubal-Kajin je bio potomak Kajina, prvog ubojice, sin Lameka i njegove druge žene Sile:
"Sila rodi Tubal-Kajina, praoca onih koji kuju bakar i željezo. Tubal-Kajinovoj sestri bijaše ime Naama."
Jabal - praotac pastira i Jubal - praotac glazbenika su bili Tubal-Kajinova polubraća. 
Moguće je da se pod umijećem Tubal-Kajina misli na ratno oružje. Druga je mogućnost da je Tubal-Kajin bio rudar.

## Pandani
Henry Madison Morris je usporedio Tubal-Kajina s rimskim bogom vatre Vulkanom. Kao takav, Tubal-Kajin se može usporediti i s Hefestom, grčkim bogom vatre i zaštitnikom kovačkog umijeća.

## Kultura
Po Tubal-Kajinu je nazvan jedan rudnik u saveznoj državi Washington. 